# Cathédrale Saint-Étienne de Passau
Pour les articles homonymes, voir Saint-Étienne (homonymie).
Cette  cathédrale n’est pas la seule cathédrale Saint-Étienne.
La cathédrale Saint-Étienne est une église d’architecture baroque datant de 1688 située à Passau, dans le land de Bavière en Allemagne. Elle abrite le siège de la principauté épiscopale de Passau et constitue l’église principale du diocèse de Passau.

## Histoire
De nombreuses églises se sont succédé, depuis 730 à l’emplacement de l’actuelle cathédrale. La cathédrale actuelle est une construction baroque d’environ 100 m de long, elle fut édifiée entre 1668 et 1693 après qu'un incendie eut détruit le précédent édifice en 1662, dont il ne reste que le versant oriental d’architecture gothique. Les plans généraux de la cathédrale ont été dessinés par Carlo Lurago, la décoration intérieure par Giovanni Battista, et les fresques sont l’œuvre de Carpoforo Tencalla. L'intérieur, très vaste, est abondamment décoré de fresques et de stucs. Quatre des autels latéraux contiennent des tableaux de l'autrichien Johann Michael Rottmayr (1654-1730).
La chapelle Saint-Sixte donnant contre le bras Nord du transept abrite la nécropole des comtes d'Ortenburg.

## L'orgue
La cathédrale de Passau accueille un orgue qui a longtemps été le plus grand orgue d'église au monde (et, en dehors des États-Unis, le plus grand orgue, religieux ou non). L’orgue actuel comprend 17 774 tuyaux et 233 registres, qui peuvent tous être actionnés depuis la console générale à cinq claviers signée Eisenbarth (de), située dans la galerie.
La cathédrale symbolisait la puissance de l’évêque, élevé au rang de prince dans le Saint-Empire romain germanique.

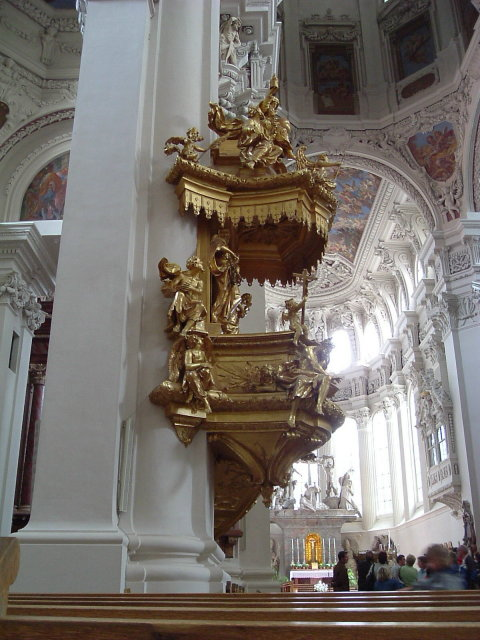
Chaire
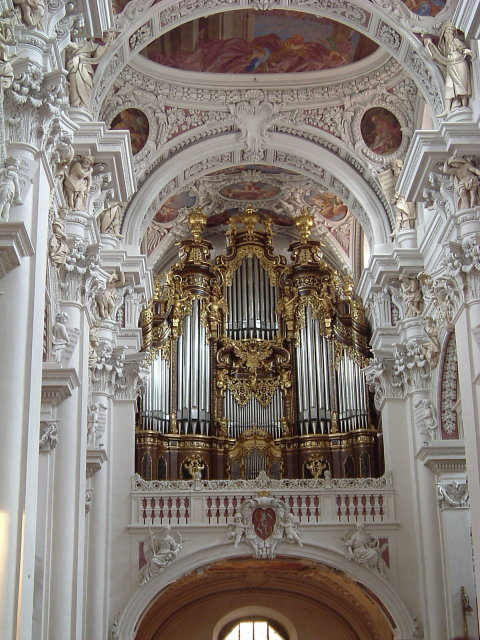
Orgue

## Discographie sélective
- Die Passauer Domorgel : les plus grandes orgues d'église du monde cathédrale Saint-Étienne de Passau, Helga Schauerte-Maubouet (Syrius, 141310) 1995.